# 祖雷克哈·羅賓遜
祖雷克哈·羅賓遜（英語：Zuleikha Robinson，1977年6月29日—），英格蘭女演員。最早的成名作是2001年的電視劇《孤槍客》；2019年至2020年參演美國電視劇《法律与秩序：特殊受害者》。其他知名作品如電影《沙漠騎兵》（2004年）、《威尼斯商人》（2004年）、《同名之人》（2006年），以及電視劇《國土安全》（2012年）、《杀手之王》（2015年）、《迷失》（2009年至2010年）與《湯姆·克蘭西之傑克·萊恩》（2023年）。

## 早期生活
祖雷克哈·羅賓遜生於倫敦，在泰國、新加坡和馬來西亞長大，母親是印度裔緬甸人，父親是英國人。她擁有蘇格蘭、緬甸、印度、馬來西亞和伊朗血統。她畢業於美國洛杉磯的美國戲劇藝術學院。她是英國野外植物學家阿拉斯泰尔·罗宾逊博士的姊姊。

## 個人生活
羅賓遜2009年至2014年與短片導演肖恩·道爾（Sean Doyle）結婚。

## 外部連結
- 祖雷克哈·羅賓遜在互联网电影资料库（IMDb）上的資料（英文）